# Conservatoire de musique Manuel Quiroga (Pontevedra)
Le Conservatoire professionnel de musique Manuel Quiroga est un établissement public d'enseignement musical de la ville de Pontevedra, en Espagne, appartenant au département de l'Éducation de la Junte de Galice, qui propose un enseignement musical élémentaire et professionnel. Il a été fondé en 1863 et reçoit son nom actuel en l'honneur du violoniste de Pontevedra Manuel Quiroga Losada.

## Historique
Le Conservatoire de Pontevedra a été fondé le 13 février 1863, ce qui en fait le plus ancien conservatoire en activité en Galice. En 1955, le conseil municipal de Pontevedra a rouvert le conservatoire municipal de musique (qui avait été fermé), qui comptait à l'époque quatre professeurs et dont le directeur était Antonio Iglesias Vilarelle. Depuis 1992, il est intégré dans le réseau public des conservatoires de la Junte de Galice, proposant les diplômes élémentaires et professionnels des programmes réglementés dans le Décret Royal (RD) 268/1966 jusqu'à leur extinction, de celui réglementé dans le RD 253/1993 en vigueur et de ceux stipulés dans la LOE/07 du 27 septembre. En 2004, le Conservatoire a quitté son emplacement dans la rue Alfonso XIII pour s'installer sur l'Avenue Juan Carlos I (actuelle Virxinia Pereira Renda), dans le quartier A Parda, ce qui a signifié une amélioration de son offre éducative et une hausse du nombre d'étudiants, d'enseignants et de spécialités, ajoutant également à celles existantes celle de la musique ancienne.

## Enseignement
Le conservatoire propose une offre éducative qui comprend les spécialités du chant, du piano, de l' accordéon, des spécialités d'orchestre à bois, à cuivres, des instruments de la famille du violon, des percussions, des cordes pincées et des instruments de musique anciens et baroques tels que la flûte, la viole de gambe ou le clavecin.

## Installations

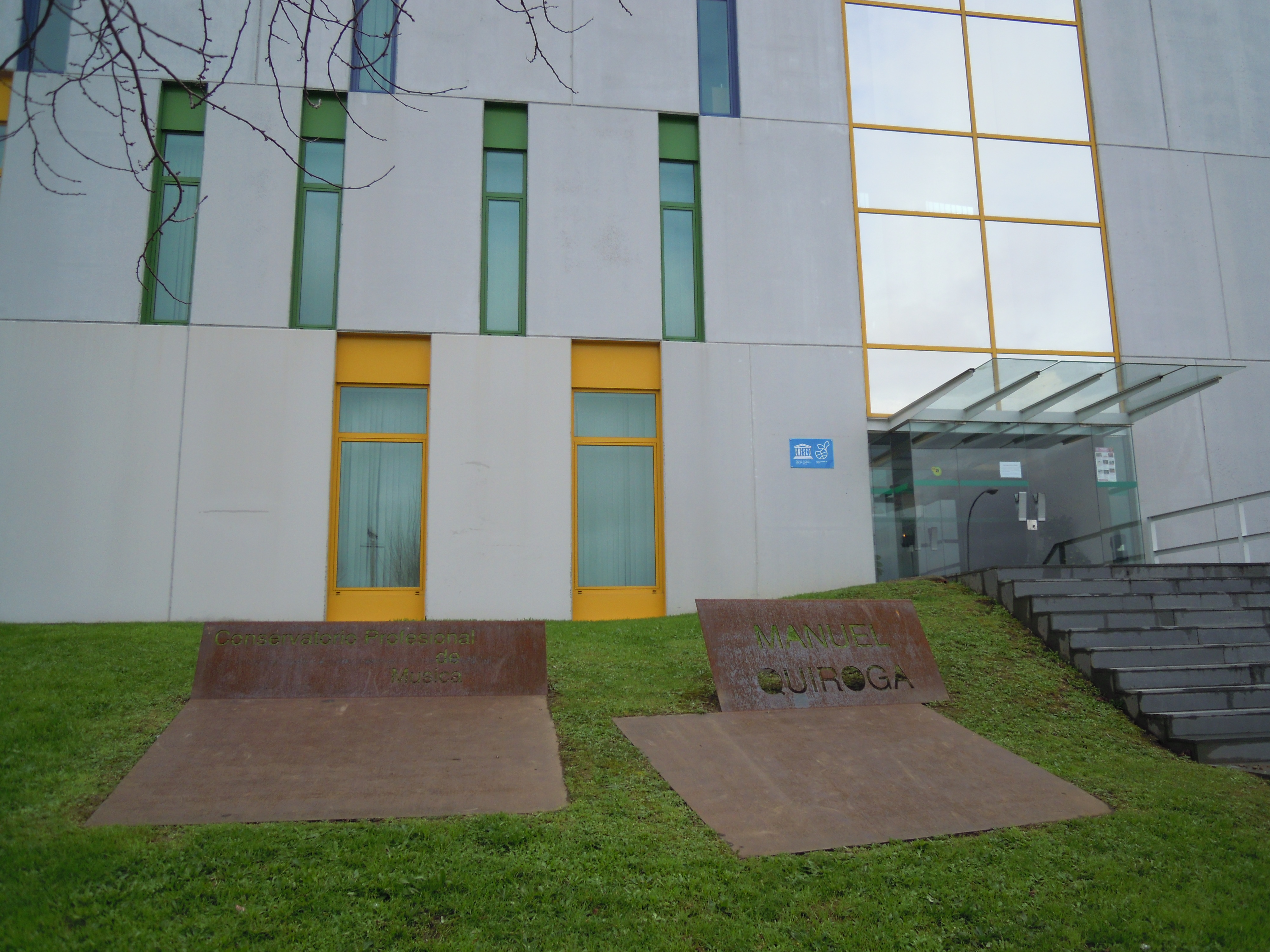
Entrée du bâtiment.

Le bâtiment actuel fait environ 3 200 m2 répartis sur quatre étages, auxquels s'ajoute un parking pour 26 places et des jardins. L'établissement dispose des installations suivantes :
- 27 salles de classe d'enseignement instrumental.
- 9 salles de classe d'enseignement non instrumental.
- 2 salles de musique de chambre.
- 1 salle de classe polyvalente.
- 1 salle informatique appliquée à la musique.
- 24 cabines d'étude.
- 3 bureaux.
- 1 salle de secrétariat.
- 1 espace accueil.
- 3 bureaux à usages divers (départements, etc.).
- Salle des professeurs.
- Auditorium de plus de 200 places.
- Bibliothèque-phonotèque.
- Cafétéria.
- Toilettes.
- Entrepôt général et locaux techniques (au sous-sol).